# Línea 191C (Interurbanos Madrid)
La línea 191C de la red de autobuses interurbanos de Madrid une Buitrago del Lozoya con Montejo de la Sierra.

## Características
Esta línea une ambos municipios, efectuando parada en otros municipios de la Sierra Norte de Madrid.
Tiene conexión en Buitrago del Lozoya con la línea 191 para comunicar Montejo de la Sierra (y las demás localidades por las que circula) con Madrid. Hasta el 10 de diciembre del 2017 Montejo de la Sierra tenía conexión directa con Madrid gracias a la línea 199, pero fue suprimida y comenzó a funcionar la línea 199A el 16 de diciembre del 2017 (consultar líneas interurbanas de Madrid fuera de servicio), combinándose con la línea 191 para los viajeros con origen o destino Madrid.
Siguiendo la numeración de líneas del CRTM, las líneas que circulan por el corredor 1 son aquellas que dan servicio a los municipios situados en torno a la A-1 y comienzan con un 1. Aquellas numeradas dentro de la decena 190 corresponden a aquellas que circulan por la Sierra Norte de Madrid. En concreto, la línea 191C indica un incremento sobre la línea 191 ya que se necesita para enlazar con Madrid los lugares por los que circula la línea 191C. Esto se hace en Buitrago del Lozoya como punto central de la comarca de la Sierra Norte desde donde parten esta y otras líneas complementarias a la línea 191.
La línea mantiene los mismos horarios todo el año (exceptuando las vísperas de festivo y festivos de Navidad).
Está operada por la empresa ALSA mediante la concesión administrativa VCM-103 - Madrid - Buitrago - Rascafría (Viajeros Comunidad de Madrid) del Consorcio Regional de Transportes de Madrid.

## Horarios
| Lunes a viernes laborables | Lunes a viernes laborables | Lunes a viernes laborables | Lunes a viernes laborables | Sábados laborables, domingos y festivos | Sábados laborables, domingos y festivos |
| Buitrago > Montejo         | Buitrago > Montejo         | Buitrago > Montejo         | Buitrago > Montejo         | Buitrago > Montejo                      | Buitrago > Montejo                      |
| 08:05                      | 12:00                      | 16:00                      | 19:00                      | 09:05                                   | 15:40                                   |
| Montejo > Buitrago         | Montejo > Buitrago         | Montejo > Buitrago         | Montejo > Buitrago         | Montejo > Buitrago                      | Montejo > Buitrago                      |
| 08:25                      | 12:45                      | 16:30                      | 19:20                      | 09:40                                   | 16:15                                   |

## Recorrido y paradas

### Sentido Montejo
La línea inicia su recorrido en la Avenida de Madrid de Buitrago del Lozoya, saliendo hacia el norte para incorporarse a la N-1 hasta la Venta de Mea y Calcetas, donde toma la carretera M-137 en dirección a Montejo de la Sierra.
Circulando por esta carretera atraviesa y para en Gandullas, Prádena del Rincón, Horcajuelo de la Sierra y Montejo de la Sierra, teniendo su cabecera en este último municipio.
| Código | Zona | Localidad               | Denominación                              | Ubicación                                  | Líneas de la parada   |
| ------ | ---- | ----------------------- | ----------------------------------------- | ------------------------------------------ | --------------------- |
| 10389  |      | Buitrago del Lozoya     | Avenida de Madrid - Calle Real            | Avenida de Madrid Nº10                     | 191C 199A 911 912     |
| 10401  |      | Gandullas               | Gandullas - Plaza de la Sierra            | Calle de la carretera Montejo-Buitrago Nº8 | 191C 196 199A 911 912 |
| 10325  |      | Prádena del Rincón      | Carretera M-137 - Prádena del Rincón      | Calle Real Nº10                            | 191C 199A 911 912     |
| 10327  |      | Horcajuelo de la Sierra | Carretera M-141 - Horcajuelo de la Sierra | Calle Pozas Nº4                            | 191C 199A 912         |
| 16297  |      | Montejo de la Sierra    | Montejo de la Sierra - Colegio            | Carretera M-141 Nº1B                       | 191C 199A             |
| 10328  |      | Montejo de la Sierra    | Montejo de la Sierra - Plaza de la Fuente | Plaza de la Fuente Nº1                     | 191C 199A 911 912     |

### Sentido Buitrago del Lozoya
El recorrido es igual al de ida pero en sentido contrario.
| Código | Zona | Localidad               | Denominación                              | Ubicación              | Líneas de la parada   |
| ------ | ---- | ----------------------- | ----------------------------------------- | ---------------------- | --------------------- |
| 10328  |      | Montejo de la Sierra    | Montejo de la Sierra - Plaza de la Fuente | Plaza de la Fuente Nº1 | 191C 199A 911 912     |
| 16298  |      | Montejo de la Sierra    | Montejo de la Sierra - Colegio            | Carretera M-141 Nº1B   | 191C 199A             |
| 10327  |      | Horcajuelo de la Sierra | Carretera M-141 - Horcajuelo de la Sierra | Calle Pozas Nº4        | 191C 199A 912         |
| 10326  |      | Prádena del Rincón      | Carretera M-137 - Prádena del Rincón      | Calle Real Nº11        | 191C 199A 911 912     |
| 10402  |      | Gandullas               | Gandullas - Plaza de la Sierra            | Plaza de la Sierra Nº1 | 191C 196 199A 911 912 |
| 10389  |      | Buitrago del Lozoya     | Avenida de Madrid - Calle Real            | Avenida de Madrid Nº10 | 191C 199A 911 912     |

## Tarifas
Aquí se muestran las tarifas de la línea:

### Billetes sencillos
| OrigenDestino | C2    |
| C2            | 1,3 € |

### Abonos transporte
- En caso de portar un abono inferior a la zona tarifaria de destino, se deberá abonar un suplemento. Dicho suplemento corresponde a la diferencia entre un billete sencillo hacia la corona tarifaria de destino y un billete sencillo a la corona tarifaria del abono portado. Esta restricción también aplica a los abonos interzonales.
- No es válido el abono correspondiente a la zona , por lo que es necesario abonar el billete sencillo correspondiente a la parada de destino.
- A pesar de que las coronas tarifarias ,  y  tengan el mismo coste en el abono transporte, su uso en zonas tarifarias que no es la correspondiente no es válido y se deberá abonar el suplemento mencionado anteriormente. Es por esto que los usuarios de las coronas tarifarias  o  deberán recargar un abono de la corona  al mismo coste que las anteriores para evitar confusión.
- El abono joven y de la tercera edad son válidos para toda la línea.

Para más información, consultar la página oficial del CRTM.